# Paranthura possessia
Paranthura possessia là một loài chân đều trong họ Paranthuridae. Loài này được Kensley miêu tả khoa học năm 1980.